# Serra (Quattordio)
Serra is een plaats (frazione) in de Italiaanse gemeente Quattordio.